# آرفوی (شر)
آرفوی (به فرانسوی: Arpheuilles) یک کمون در فرانسه است که در canton of Charenton-du-Cher واقع شده‌است. آرفوی ۴۸٫۰۱ کیلومتر مربع مساحت دارد ۲۰۱ متر بالاتر از سطح دریا واقع شده‌است.